# 条纹马先蒿
条纹马先蒿（学名：Pedicularis lineata）是列当科马先蒿属的植物。分布在缅甸以及中国大陆的云南、甘肃、四川、陕西等地，生长于海拔1,900米至4,570米的地区，多生长在林中和草地上，目前尚未由人工引种栽培。
其种加词“lineata”意为“线条状的”。